# Eugenio Caballero
Eugenio Caballero (pronúncia espanhola: [euˌxenjo kaβaˈʎeɾo]) é um decorador de arte mexicano. Venceu o Oscar de melhor direção de arte na edição de 2007 por El laberinto del fauno, ao lado de Pilar Revuelta.